# Плутон в фантастике
Плутон, несмотря на свои малые размеры и условия, малопригодные для колонизации, привлекает определённое внимание писателей-фантастов.

## В зарубежной фантастике
В американской журнальной фантастике 1930-х годов он был более популярной планетой, чем ближайший к нему Нептун, что связано с тем, что он вызывал интерес как новооткрытая планета. Первым стал опубликованный в 1931 году в журнале Wonder Stories роман «В глубинах Плутона» (англ. «Into Plutonian Depths») автором которого был Стэнтон А. Кобленц.
Частично на Плутоне происходит действие повести Стенли Вейнбаума в жанре космическая опера «Рыжая Пери» (англ. The Red Peri, 1935), главный герой которой — космический пират на секретной базе на Плутоне. Плутон становится местом действия и в романе Клиффорда Саймака «Космические инженеры» (1939).
Плутон стал и частью мифологии Лавкрафта. В рассказе «Шепчущий во тьме» (1931) и прочих книгах из серии о мифах Ктулху, эта планета упоминается как Юггот, база цивилизации Ми-Го, прибывшей из неизвестных глубин космоса.
В романе Хайнлайна «Имею скафандр — готов путешествовать» (1958) на Плутоне расположена база инопланетных захватчиков. В романе «Icehenge» (ледяной хендж) Ким Стэнли Робинсон (1985) — на северном полюсе Плутона обнаружен таинственный памятник. А в более раннем рассказе Клиффорда Саймака «Строительная площадка» («Construction Shack», 1973) и сам Плутон оказывается артефактом. В романе «Кольцо Харона» Роджера Макбрайда Аллена (1990) — в результате научного эксперимента ученых на Плутоне Земля исчезает в неизвестном направлении.
В фантастической вселенной Warhammer 40.000 на Плутоне происходит одно из крупных сражений конфликта Ересь Хоруса - Битва за Плутон. В ходе сражения лидер сил ренегатов Хоруса, примарх Альфарий, был убит своим братом, примархом Рогалом Дорном, лидером сил лоялистов.

## В советской и российской фантастике
И. А. Ефремов в «Туманности Андромеды» (1958) упоминает Плутон как планету, захваченную Солнцем у другой звёздной системы. Он описывается как совершенно чуждый всему земному мир, покрытый толстым метаново-водяным ледником, высокими ледяными скалами, густой неоновой атмосферой. Также на планете были найдены следы невероятно древней цивилизации (сюжет книги касается этого лишь вскользь).
В повести «Призраки белого континента» А. И. Шалимова (1962) — участники Антарктических экспедиций встречают жителей Плутона, которые прилетают на Землю для добычи урана. Плутоняне сильно отличаются от людей, и контакт с ними сначала разворачивается трагически, но впоследствии жители Солнечной системы находят общий язык, и двое землян отправляются на Плутон. В 1969 году выходит основанный на повести одноимённый диафильм.
В повести «Последняя орбита» В. Шитика (1962) межпланетная экспедиция конца XX века, выполнив основную программу полета, получила задание достичь Плутона и совершить на нем посадку, что и было осуществлено. Командир корабля скончался во время пребывания на Плутоне и там же, по его завещанию, был похоронен. Благодаря найденному на Плутоне топливу экспедиция смогла вернуться на Землю.
Кир Булычёв, цикл «Приключения Алисы». В последней 24-й главе повести Путешествие Алисы (1974) есть фрагмент: «Лишь Второй капитан был оживлен и весел. Он только что передал прилетевшим с Земли физикам формулу галактия. Физики заняли уже половину гостиницы, и с каждым новым кораблем прилетали их коллеги из разных университетов и институтов. Было получено сообщение, что на Луну спешат ученые с Фикса и линеанцы, а на космической верфи Плутона начали закладку кораблей, рассчитанных на новое топливо». Также в цикле повестей «Миллион приключений» друг Алисы Паша Гераскин потерялся на Плутоне, пытаясь поймать одного из жителей этой планеты (согласно Булычеву) — разумного снеговика: «Как известно, на Плутоне живут снеговики. Поймать их ещё не удавалось, хотя их немало, любому гостю показывают издали.
Почему снеговика трудно поймать? Потому что он двуликий. Живут снеговики на границе солнца и тени. Если за ними погонишься по теневой стороне, сразу перелетают на солнце и испаряются, взлетают облачком пара — только его и видели. А когда опасности нет, они пасутся себе в тени в виде сверкающих, почти прозрачных шаров из мелких замерзших кристаллов.».
Е. Войскунский и И. Лукодьянов, «Незаконная планета» (1980). Роман об открытии и попытке контакта с остатками древней цивилизации Плутона, выжившими после взрыва их солнца и скитаний планеты по межзвёздному пространству.
Дмитрий Евдокимов, «Ищите нас в космосе» («Юный техник», 1980, № 4-7), фантастическая повесть. Мальчишки обнаруживают телепортационный аппарат, перенёсший их на Плутон. Когда-то планета из-за техногенной катастрофы улетела с орбиты между Марсом и Юпитером, и её жители хотят перебраться на Землю, но ждут, когда земная цивилизация закончит все войны.
На Плутоне проходит часть приключений главного героя российского телесериала "Кибердеревня". Группа ALBATROSS  исполняет зажигательную песню "Плутонушка". 

## Мультипликация
- В аниме-сериале «Галактический экспресс 999» (1978—1981) Плутон показан как планета, населённая людьми, отказавшимися от своих органических тел и поменявшими их на механические. Среди архитектурных сооружений Плутона можно заметить московский Кремль, ГУМ и собор Василия Блаженного[9].
- В мультсериале Алиса знает, что делать! (7 серия), планета колонизирована, на ней проходит межгалактический научный конгресс, но планета 2 раз подвергается риску от прохождения странного, редкого, проходящего в определённый период времени излучения рядом с находящимся у представителей разумных цивилизаций кристалла, способного, в этом сочетании, убить всё живое вокруг кристалла на планете, что и случилось впервые с первыми исследовавшими планету землянами.
- Мультсериал «Смешарики» — в серии «Герой Плутона» Лосяш, узнав о лишении Плутона статуса планеты, объявляет голодовку. Позже к нему прилетают пришельцы с Плутона и объявляют о намерении уничтожить Землю, но Лосяш отговаривает, и пришельцы объявляют его героем Плутона.
- В одной из серий «Футурамы» действие происходит на орбите и на поверхности колонизированного Плутона, которому угрожает экологическая катастрофа.
- В серии манги и аниме «Сейлор Мун» одной из главных героинь является Сейлор Плутон, чьей планетой-покровителем является Плутон.
- В мультсериале «Бен-10: Инопланетная сила» Плутон был уничтожен флотом расы Инкурсианцев в качестве демонстрации силы. Предположительно, Плутон был восстановлен Беном во втором сезоне «Омниверс», когда тот восстанавливал Вселенную после активации анихилаарга.
- В мультсериале «Рик и Морти» тема одной из серий завязана на теме исключения Плутона из списка планет. Жители Плутона признают человека, считающего, что Плутон обязан считаться планетой, национальным героем.
- В мультсериале «Звёздный десант: Хроники - Операция "Плутон"»  - действие мультсериала происходит на поверхности Плутона

## Видеоигры
- Нередко Плутон играет роль захолустья Солнечной системы. Например, в Star Control II, прежде чем выйти в гиперпространство, капитан обшаривает Солнечную систему, и в самом конце попадается первый союзник. Чтобы игрок его случайно не пропустил, есть две подсказки: на Плутоне есть залежь дорогой экзотической материи, ради которой стоит сесть, и через некоторое время комендант Хейз говорит: обнаружен сигнал откуда-то из-за Урана. К тому же в игре есть механика газовых гигантов: на них невозможно садиться, и только один в другом углу галактики интересен необычной разумной жизнью, не способной на материальную культуру — а Плутон твёрдый.
- Во вселенной «Mass Effect» (BioWare, 2008), в 2149 году, люди нашли ретранслятор эффекта массы, вмерзший в лёд и считавшийся ранее спутником Плутона — Хароном. Он остался от цивилизации, заселявшей галактику 50 000 лет назад. Этот ретранслятор позволял совершать сверхсветовые, почти мгновенные, путешествия до Арктура, и в дальнейшем были совершены контакты с внеземными цивилизациями, которые так же пользовались ретрансляторами. За орбитой Плутона, в точке гелиопаузы, была построена станция «Гагарин» (она же «Нулевой скачок»)[10].
- В компьютерной игре «Command & Conquer 3: Kane’s Wrath» присутствует файл внутриигровых разведданных, в котором говорится, что «Странники», одна из ударных группировок Скриннов, создала базу-плацдарм на поверхности Плутона для будущих вторжений в Солнечную систему. Однако, в оригинальной Tiberium Wars говорится, что основные силы Скриннов вышли из гиперпространства непосредственно в Земном кластере, из-за чего колонизация Плутона пришельцами остаётся под вопросом.
- В компьютерной игре Call of Duty: Infinite Warfare, несмотря на колонизацию Солнечной системы, Плутон остаётся незаселённой планетой. Кластер Плутона служит свалкой списанных или разрушенных звездолётов S.A.T.O. и S.D.F..